# Провулок Академіка Баха
Прову́лок Акаде́міка Ба́ха — зниклий провулок, що існував у Дніпровському районі міста Києва, місцевість Соцмісто. Пролягав від вулиці Академіка Баха до провулку Будівельників.

## Історія
Провулок виник на початку 60-х років XX століття. Назва на честь вченого-біохіміка, академіка АН СРСР, Героя Соціалістичної Праці Олексія Баха — з 1960-х років.
Офіційно ліквідований 1977 року. Нині — проїзд без назви, що сполучає провулок Будівельників та вулицю Георгія Тороповського.